# خوان كروز غونزاليس
خوان كروز غونزاليس (بالإسبانية: Juan Cruz González)‏ (2 ديسمبر 1996 بقرطبة في الأرجنتين - ) هو لاعب كرة قدم أرجنتيني في مركز الدفاع.

## وصلات خارجية
- خوان كروز غونزاليس على موقع Soccerway.com (الإنجليزية)